# Evangelische Sommerrainkirche Stuttgart

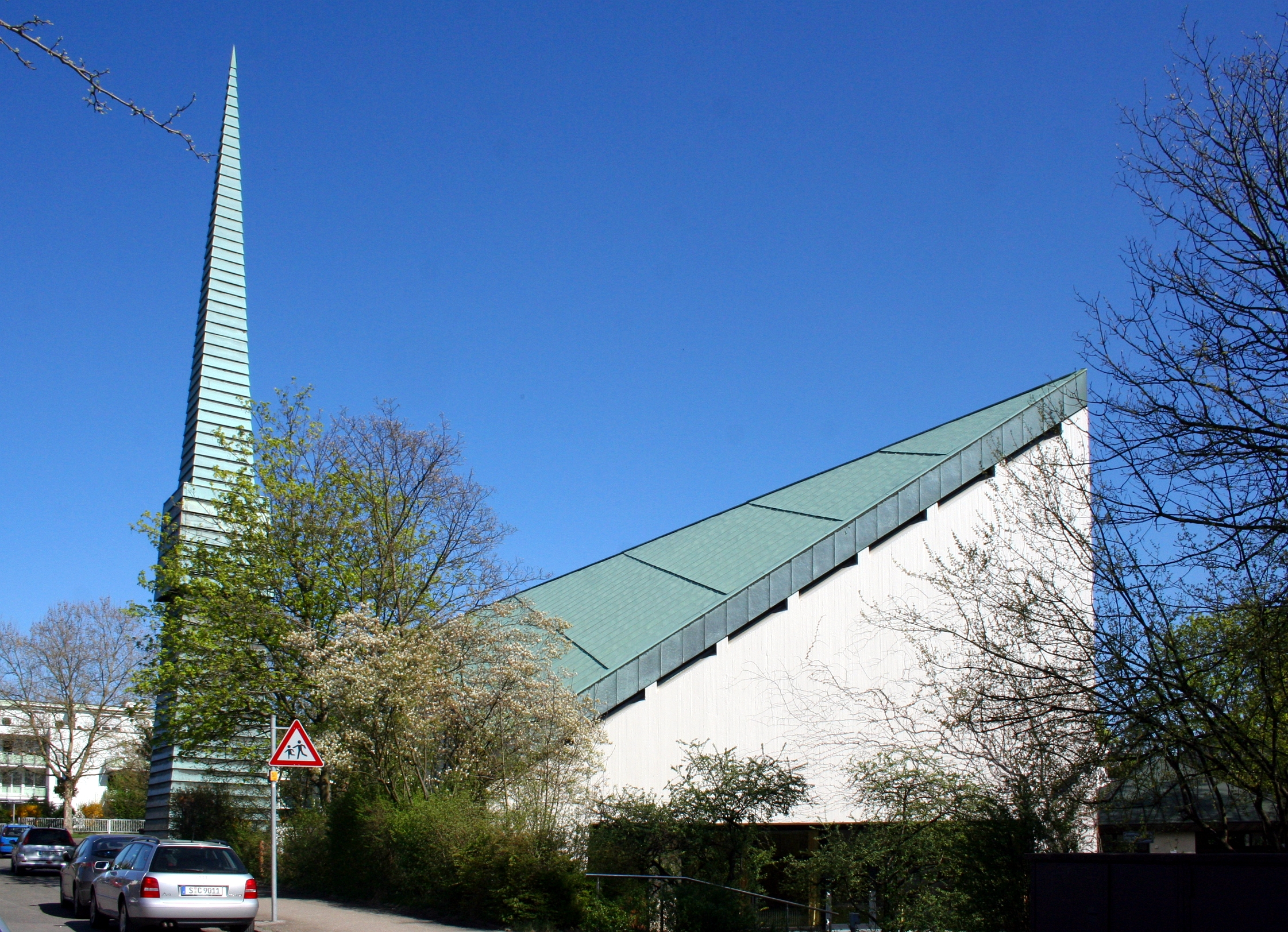
Sommerrainkirche Stuttgart, Seitenansicht

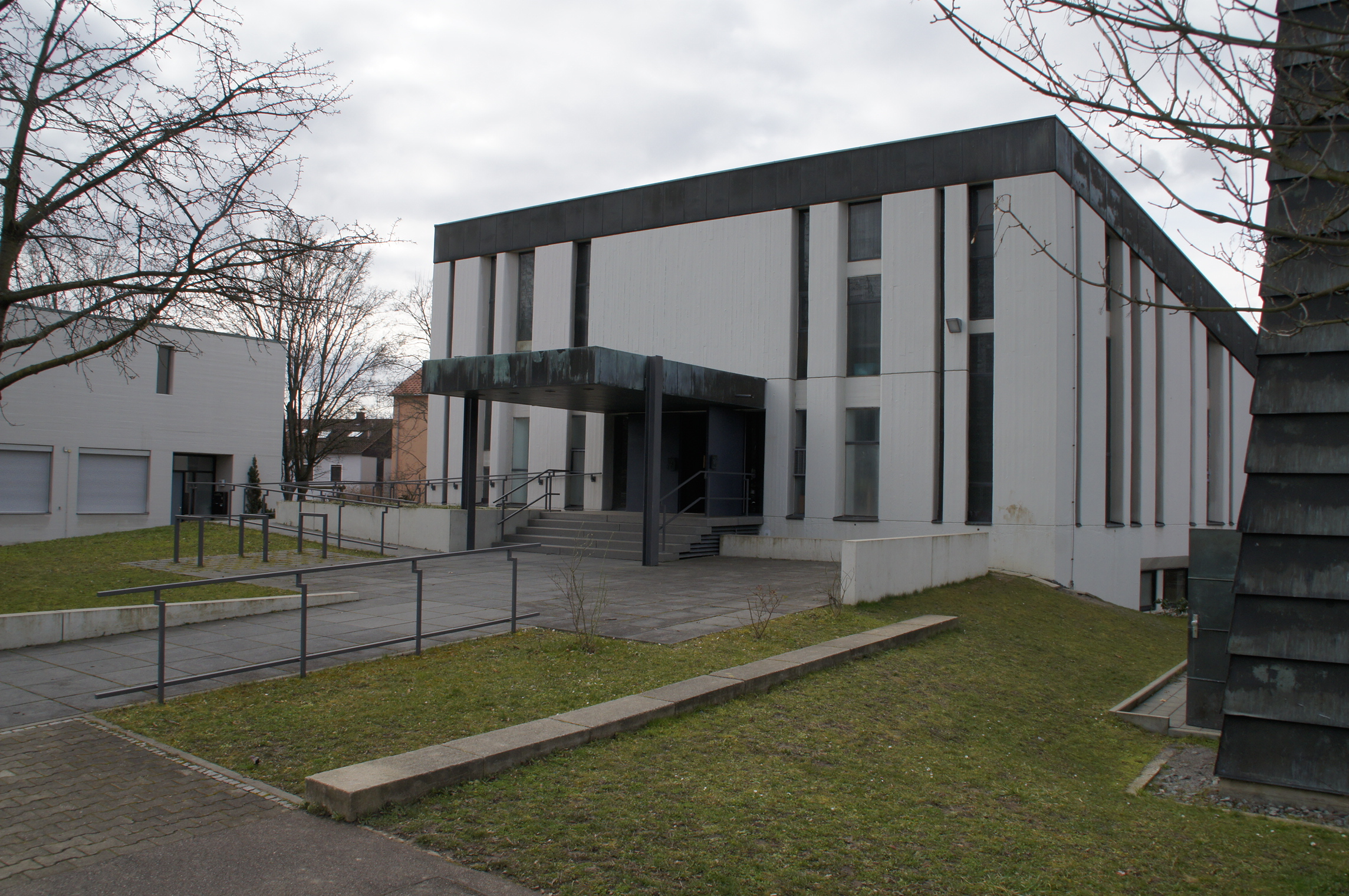
Frontalansicht der Sommerrainkirche mit Portal und Turm (rechts) und Kindergarten (links)

Die Evangelische Sommerrainkirche in Stuttgart-Sommerrain ist die Gemeindekirche der Evangelischen Lenore-Volz-Kirchengemeinde Bad Cannstatt und gehört somit zur Evangelischen Landeskirche in Württemberg. Sie wurde nach einem Entwurf des Architekten Heinz Rall erbaut und 1966 eingeweiht. Das Kirchengebäude wurde 2008/2009 teilrenoviert.
Im Jahre 2025 wurde bekannt, dass die Kirchengemeinde plant, die Kirche zu schließen und rückbauen zu lassen. 

## Ensemble

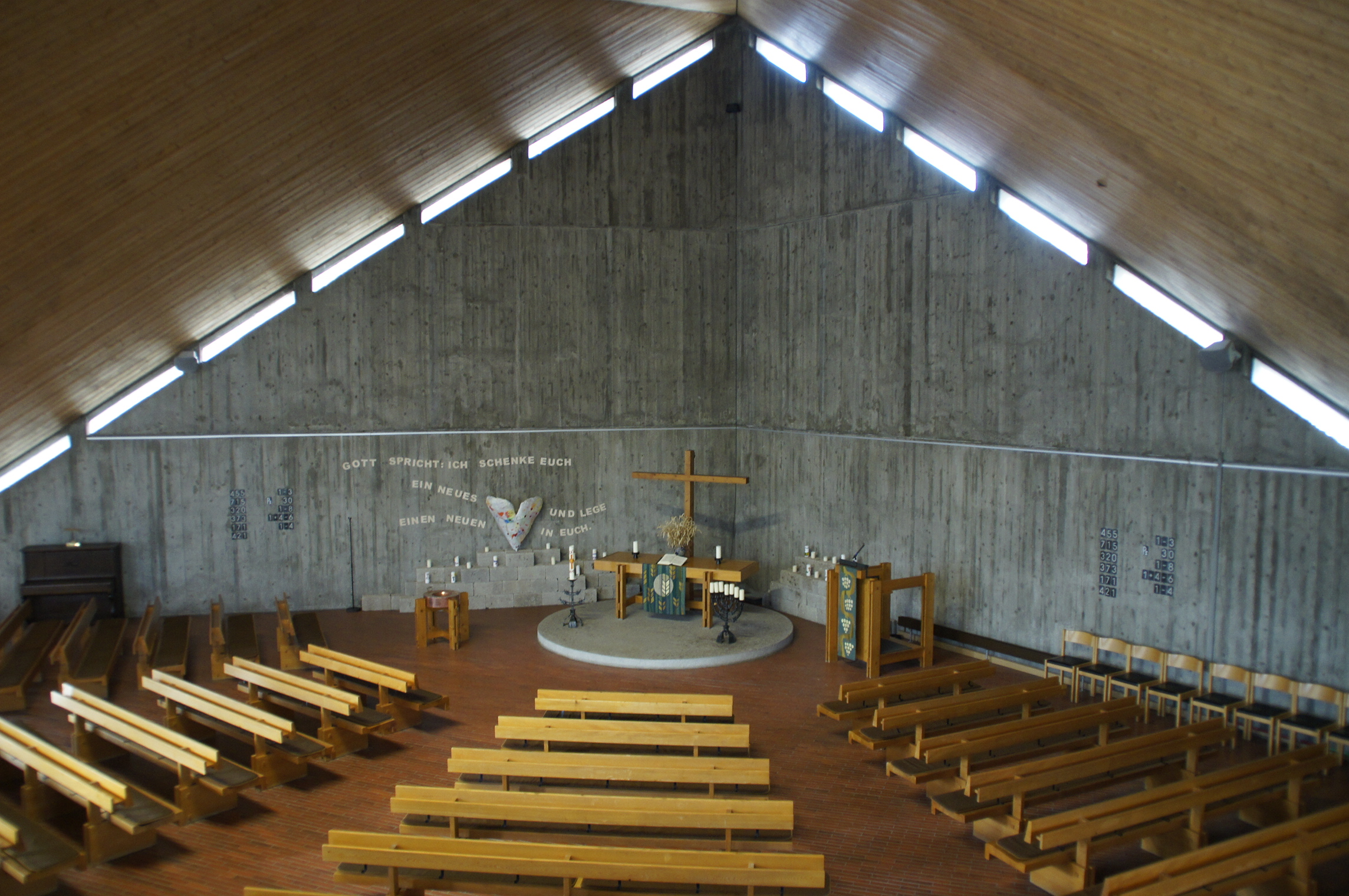
Innenraum der Sommerrainkirche

Zu dem Ensemble auf dem kleinen Grundstück gehören das Kirchengebäude und der 36 m hohe Turm sowie noch ein separater Bau mit Kindergarten, Pfarrbüro und Pfarrwohnung; Weitere Gemeinderäume befinden sich zudem in einem Gebäudeausleger hinter bzw. unterhalb des Kirchenraums. Neben der weißen Kirche steht frei der mit waagerechten Kupferplatten verkleidete grüne, spitz zulaufende und fensterlose Glockenturm. Dieser wird von Ortsansässigen auch gerne als „Zahnstocher Gottes“ bezeichnet.

### Grundriss und Bauweise
Die Kirche ist als liturgischer Raum mit Trennung von sakralem und Gemeindebereich konzipiert. In dem fünfeckigen Raum erfolgte die Ausrichtung auf den Altar in einer der Ecken, sie wird außerdem durch den Verlauf der Raumkanten, die Anordnung der Sitzbänke und das Gegenüber der Orgelempore betont. Es wurden Sichtbeton und naturbelassene Materialien verwendet. Zwischen Dach und Betonwand befinden sich waagerechte Lichtbänder. Senkrechte Fensterbänder rhythmisieren die Fassade an drei Seiten, die den Altar flankierenden Wände sind im Sakralraumbereich fensterlos, doch im rückwärtigen Untergeschoss durchgehend befenstert. Unter dem Kirchenraum sind der Gemeindesaal und weitere Räume in den fünfeckigen Grundriss eingepasst.
Beim benachbarten Gebäude des Kindergartens mit Pfarramt und Pfarrwohnung schließen Betonbänder über der Dachterrasse die kubische Kubatur.

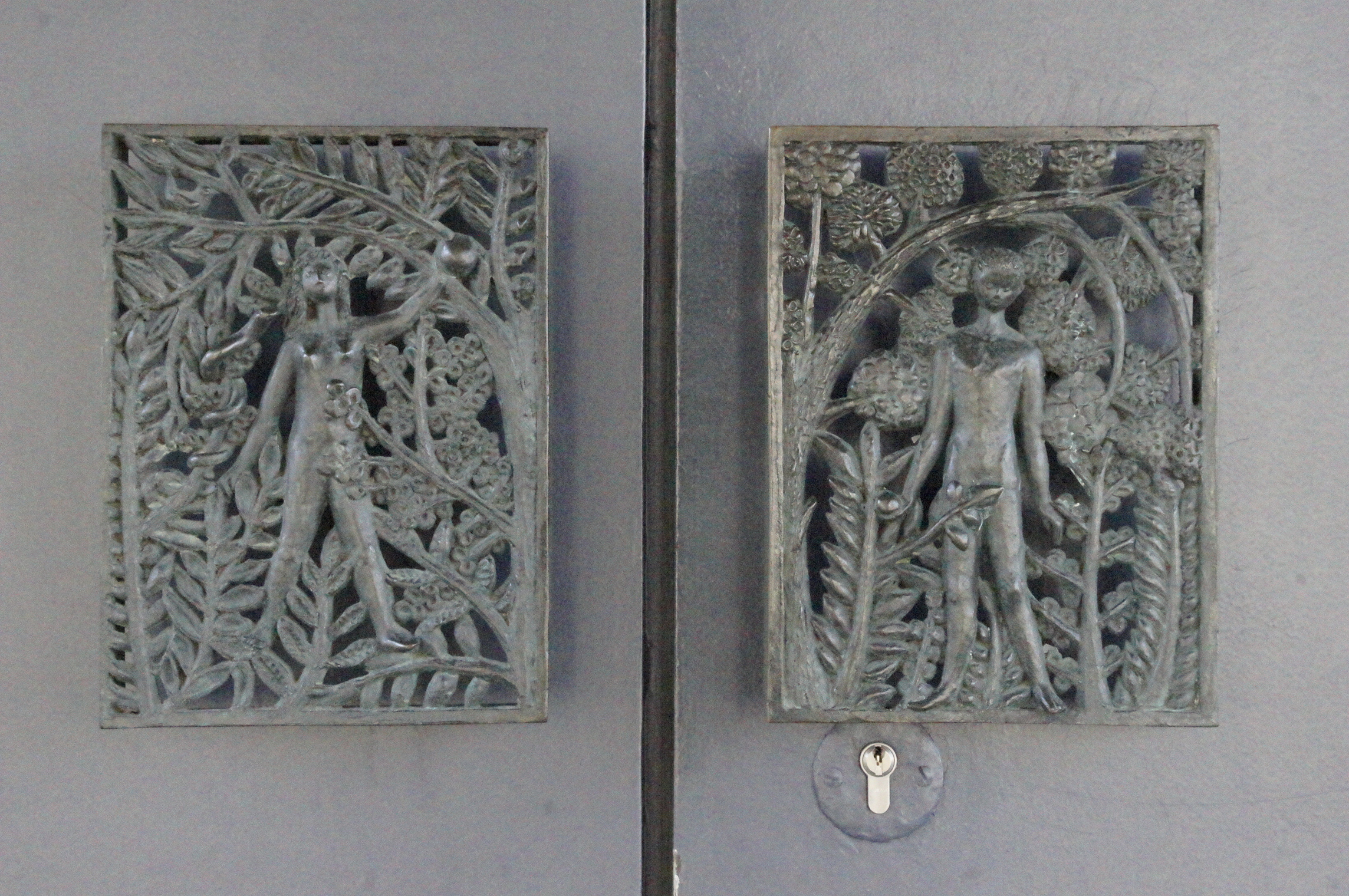
Türgriffe Adam und Eva von Sigrid von Liebenstein am Portal der Sommerrainkirche

### Fenster und Portal
Die Buntglasfenster von Gerhard Dreher zeigen abstrahierte und abstrakte Motive. Die bronzenen Türgriffe des Kirchenportals von Sigrid von Liebenstein stellen Adam und Eva naturalistisch und in bekannter Ikonografie dar.

## Orgel
Die Kirche erhielt 1970 eine Orgel der Firma Orgelbau Friedrich Weigle. Das Instrument verfügt über mechanische Schleifladen und 16 Register, die auf zwei Manuale und Pedal verteilt sind. Die Disposition lautet wie folgt:
| I Hauptwerk C–    |       |
| Quintatön         | 16′   |
| Flöte             | 8′    |
| Singend Prinzipal | 4′    |
| Blockflöte        | 2′    |
| Sesquialter II    | 2 ⁄3′ |
| Mixtur IV         | 1 ⁄3′ |
| Tremulant         |       |

| II Schwellwerk C– |       |
| Gedeckt           | 8′    |
| Rohrflöte         | 4′    |
| Prinzipal         | 2′    |
| Quinte            | 1 ⁄3′ |
| Scharfzimbel III  | 1⁄2′  |
| Holzdulzian       | 8′    |
| Tremulant         |       |

| Pedal C–     |     |
| Subbaß       | 16′ |
| Flötbaß      | 8′  |
| Nachthorn    | 4′  |
| Choralbaß IV | 4′  |

Koppeln: II/I, I/P, II/P